# Stephen Kappes
Pour les articles homonymes, voir Kappes.
Stephen Kappes, né le 22 août 1951 à Cincinnati dans l'Ohio. Cet agent de renseignement est du 24 juin 2006 à mai 2010 le directeur adjoint de la Central Intelligence Agency (DDCIA : Deputy Director of the Central Intelligence Agency).

## Vie privée
Stephein Kappes a eu le Bachelor de Science en pré-médecine à l'Université d'État de l'Ohio et un Master de Science en pathologie à l'Université de l'État de l'Ohio. 
M. Kappes est marié à Kathleen Morgan et a deux enfants en 2007.

## Carrière
Cet officier de l'United States Marine Corps, où il est entré en 1976, a été affecté à la CIA en 1981, à la Direction des Opérations. Il a servi à une date inconnue au Pakistan.
- no 2 de l'unité « Tefran » (abréviation de Téhéran-Francfort. Cette unité spéciale de la CIA a été créée en 1984 pour collecter des informations sur l'Iran depuis le consulat américain de Francfort) à partir de 1988.

- Officier de l'Iraq Task Force de la CIA durant la Guerre du Golfe de 1991 (Chef de la Task Force : Witley Bruner, no 2 : Bruce Riedel)

- À la suite de la guerre du Golfe, rouvre la station de la CIA au Koweït.

- En 1995, patron de l'unité chargée de la surveillance de la prolifération nucléaire à la Division Eurasie de la CIA

- Chef de station de la CIA à Moscou de 1996 à 1999.

- Chef de la Division Moyen-Orient de 1999 à 2000.

- Chef du Counterintelligence center de la CIA de 2000 à 2002.

- no 2 de la Direction des Opérations de la CIA de 2002 à 2004.

- Chef de la Direction des Opérations de la CIA de juin à novembre 2004. À la suite d'un conflit avec le Directeur de la CIA Porter Goss, il quitte l'Agence pour en être rappelé par le nouveau patron de la CIA, Michael Hayden, et nommé Directeur-adjoint mi-2006.

En mai 2010, il prend sa retraite et il est remplacé par Michael Morell.